# Tubercule conoïde
Le tubercule conoïde est une aspérité de l'extrémité distale de la face inférieure de la clavicule sur le bord postérieur. Il forme la partie postérieure de la tubérosité du ligament coraco-claviculaire. C'est le point d'insertion claviculaire du ligament conoïde.